# 柄花茜草
柄花茜草（学名：Rubia podantha）为茜草科茜草属下的一个种。

## 扩展阅读
維基物種上的相關：柄花茜草